# Hervido (bebida)
Hervido es una bebida alcohólica caliente que se consume en el departamento colombiano de Nariño, especialmente en Pasto, Túquerres e Ipiales, preparada con pulpa de frutas y licor. 
Las frutas tradicionalmente utilizadas para su preparación son mora, maracuyá, lulo y piña; el licor utilizado es artesanal como el chapil o guarapo; actualmente se prepara con el licor embotellado. Se sirve, como su nombre lo indica, a alta temperatura.

## Origen de la bebida
Este cóctel es una bebida tradicional de Pasto y de la región andina en el departamento de Nariño como parte de su cultura  gastronómica. Se  habitúa tomarlo en reuniones y fiestas. Su venta es común en bares y restaurantes,en Ipiales es costumbre agregarle canela y clavos de olor para darle un sabor diferencial